# 根本弥生
根本 弥生（ねもと やよい、1992年2月24日 - ）は、日本のギャルファッションモデル。身長154センチメートル、体重38.6キログラム。スリーサイズ78-59-83。血液型B型。東京都出身。雑誌『egg〔エッグ〕』の人気モデルとして活躍。愛称は“ねもやよ”。

## 来歴
高校に通う傍ら、渋谷109-2内のブランド服飾店で店員としての勤労に従事する。2009年の5月から『egg』誌上にモデルとしての登場を開始。翌2010年の1月号で初表紙。単独での初表紙であった。10月にはKGの楽曲のミュージックビデオに自身のかつての元恋人とともに出演。
いつしか『egg』誌随一の“甘め白ギャル”として高い人気を獲得し、2011年の同誌にあっては、6か月連続で表紙に登場したうえ、計9回にわたり表紙に登場するという、同誌史上の最多記録を樹立。そうした活躍に対しての評価から同2011年度の“egg大賞”を受けることにもなった。
この年（2011年）にはさらに、俳優の遠藤要と並んでのMyeの楽曲のミュージックビデオへの出演や、八鍬里美と並んでのMyeの別楽曲のミュージックビデオへの出演、廣瀬麻伊、荒木さやか、小泉梓、斉藤夏海、峯村優衣、八鍬里美という6名のモデルらと並んでの若旦那の楽曲のミュージックビデオへの出演、ショーイベント『Girls Award（ガールズ・アワード）』への出場、さらには自身のプロデュースによるブランド「Luv Tink（ラブティンク）」の発起などもあった。
2012年になるとさっそく2月に『ねもやよSIZE』と題した初の自著を発表。自身20歳の誕生日を記念しての発売となった書籍で、その発売から間もなく好調な売れ行きを示し増刷の運びとなった。7月頃には前年の『Luv Tink』に続く新たな自製ブランド「WIM（ウィム）」を発起、さっそくタンクトップの販売を開始するに至っている。エッグ誌にあっては、年を通して8回にわたり表紙に登場、前年に続き再び“egg大賞”を受ける運びとなった。
2013年12月27日発売の『egg』2014年2月号をもって、4年10か月活動した同誌の専属モデルを卒業。卒業までの表紙登場回数は27回であった。翌2014年より『S Cawaii!（エスカワ）』に移籍し、同年1月7日発売の同誌2月号から専属モデルとして活動している。ここで2冊目となる自著『ねもやよ！根本のナカミ』を発売。
2015年には下北沢の小劇場B1で行われた『VOTE』で舞台初出演を飾った。
2016年1月、自身のブログにて事務所アルーアの退職を発表。
2017年、株式会社プレイスタイルに専属所属。ルームウェアやバッグ、帽子のプロデュースブランド『Radellia（ラデリア）』を発表し、量販店での取り扱いや露出など活動の幅を広げている。『姉ageha』の専属モデルとしても人気を集めている。
2018年、マネージャーが変わり、セレクトショップを展開するなどさらに活躍の場を広げている。再びギャル化したことで、instagramのフォロワーが4か月で4万人も増えたことはモデルプレスでも取り上げられた。
2018年5月31日で所属していた株式会社プレイスタイルを退職したことを発表。現在はフリーランスとして活動中。
2020年、『ザ!世界仰天ニュース』にて唾液腺の炎症について悩んでいたことが取り上げられた。

## 私事
自身のモデルとしての憧憬の対象は『Happie nuts〔ハピーナッツ〕』での活動から知られる武田静加。
2011年には『men's egg〔メンズエッグ〕』のモデルとの交際関係を自身のブログ上で公表し話題となった。この男性との関係については、翌2012年にもギャル向けエンタメサイト「GRP」の企画「ギャル界で有名なカップル」上で話題となるに至り、そのランキングにて益若つばさと梅田直樹のカップルに続く2位を獲得するなどした。同年8月の暮れに破局の旨を報告。
2024年8月1日、minneにてハンドメイドデコショップ 『clea'deco』をオープン。
【何も入れてなくても飾ってるだけで可愛い】をテーマにデコグッズを販売中。

## 出演

### 雑誌
- 『egg』（専属[26]：2009年5月 - 2013年12月[21]）
- 『S Cawaii!』（専属：2014年1月[21] -2016年8月 ）
- 『姉ageha』（専属：2016年12月‐）

### 広告
- 『オシャレモール』[27]
- 『DiamondLush』[27]
- 『DAZZYコンタクト』[27]

### 音楽PV
- 「また出逢えたなら... duet with HanaH」（KG、2010年10月20日発売『Songs of love』収録曲）[11]
- 「うれしかったことが悲しくて duet with.CIMBA」（Mye、2011年4月6日発売）[13]
- 「涙さえもう一度 duet with MIHIRO 〜マイロ〜」（Mye、2011年8月3日発売）[14]
- 「TASUKI」（若旦那、2011年10月26日発売）[15]

### イベント
- 『Venus Collection』（名古屋OZON&SPILAL、2009年12月21日） 共/武田静加（『Happie nuts』）、奈々子（『小悪魔ageha』）、上ノ宮絵理沙（『BETTY』）
- 『CRAZY＆BEAUTY〜狂気の中の美しさ〜』（名古屋OZON、2010年5月4日） 共/難波サキ、武田静加、福長優、矢野安奈、奈々子、ほか[28]
- 『渋谷女祭り2010〜秋の陣〜』（恵比寿リキッドルーム、2010年9月19日） 共/山本優希、森摩耶、Lie、宮城舞、難波沙樹、りかちゅう、尾崎紗代子、ニコル、秋山未来、須田朱音、武田静加、大串知江、安井レイ、里見茜、江口ちり、小田切恵子、谷口紗耶香、YENA、嶋田エリカ、国枝洋子、稲本美和子、小坂加奈子、来夏、植田せりな、古澤未来、渡辺加苗、本多仁満、浦崎実可子、ゆんころ、おかりえ、丸山慧子、三浦阿久里、岩上愛美、平沼ファナ、五十嵐未来、高橋茉莉、中村優梨香、ほか[29]
- 『SHIBUYA GAL FESTIVAL 2010』（渋谷Atom、2010年12月27日） 共/間宮梨花、安井レイ、小池真友、松村美貴、越川真美、松本なつ子、引地敬澄、山田ジェームス、ゆうにゃん、高橋実、斉藤千尋[30]
- 『渋谷女祭り-St.Valentine／決戦は金曜日編-』（Shibuya O-EAST、2011年2月11日） 共/宮城舞、大串知江、江口ちり、峯村優衣、尾崎紗代子、里見茜、須田朱音、武田静加、谷口紗耶香、秋山未来、Lie、りかちゅう、安井レイ、小田切恵子、嶋田エリカ、YENA、稲垣佑樹、大石一聡、佐藤歩、澤本幸秀、吉田克己、三輪麻未、福住夏希、友稀サナ、山崎麻衣[31]
- 『GIRL'S BLOGGER STYLE 2011A/W byガルモニ』（SHIBUYA-AX、2011年8月25日） 共/近藤千尋、廣瀬麻伊、星野加奈、八鍬里美、ほか多数[32]
- 『Shibuya109 Girls Festival 2012』（Hikarie Hall、2012年5月12日） 共/斉藤夏海、西川瑞希、小原優花[33]
- 『Campus Summit 2012 meets mixi 〜みんなマイミク祭♪〜』（Shibuya O-EAST、2012年8月3日） 共/川端かなこ、ゆまち、まにゃ、みらい、えりちょす、今井華、佐藤歩、田中大地、山田ジェームズ武、江崎ななほ、ななちゃぽ、あやや、せりかまちょ、きよみん、かなぱそ、さきっくま、鎌田安里紗、大前ゆうか、長谷川万射、黒野慎、太田和樹、青野美沙稀、瀬賀しおり、原彩夏[34]

### その他
- ランウェイ：Girls Award by CROOZ blog 2011 AUTUMN / WINTER （2011年11月12日）[35]
- 短編映画：『内容の無い物語』（進行役、2012年3月13日公開） 共/荒井萌、高橋愛、桜田通、加藤慶祐[36]
- 書籍：『egg's ROOM 2012 SPRING』（『egg』別冊、2012年5月16日発売）[37]
- ジャケット写真：「きみがいるから」（BLUE BIRD BEACH、2012年）[38]
- 舞台『VOTE』（2015年5月20日 - 24日、小劇場B1）[22]

## 書籍
- 『ねもやよSIZE ―HAPPY BIRTHDAY―』（2012年2月23日、大洋図書）[17]
- 『ねもやよ! 根本のﾅｶﾐ―渋谷GALのｶﾘｽﾏ根本弥生を徹底解剖!』 (主婦の友生活ｼﾘｰｽﾞ)((ﾑｯｸ))[17]

## 賞
- 『egg大賞』（『egg』、2011年[39]、2012年[40]）
- 『GRP AWARD 2012 最優秀ブロガー大賞』（GRP‐ギャル・リサーチ・プレス‐、2012年）[41]